# 주어
주어(主語, subject)는 서술하는 주체를 나타내는 문장 성분으로 문장에서 가장 핵심이 되는 말이다. 임자말이라고도 한다. '무엇이 어찌하다', '누가 무엇이다', '누가 어떠하다'에서 '무엇이', '누가'에 해당하는 말이 주어이다. 문장은 일반적으로 주어부와 술어부가 결합함으로써 완성된 의미를 표현할 수 있게 된다. 

## 주어부
주어부(主語部)는 문장에서, 주어 단독으로나 주어와 그에 딸린 부속 성분으로 이루어진 부분이다. 주어부에는 이처럼 일반적으로 주어가 오기도 하지만 둘 이상의 단어가 모여 절이나 문장의 일부분을 이루는 구(句)나 주어와 술어를 갖추었으나 독립하여 쓰이지 못하고 다른 문장의 한 성분으로 쓰이는 단위인 절(節)이 올 수도 있다.

## 한국어
한국어에서 주어는 보통 체언과 체언에 해당하는 말에 주격 조사 '이·가·에서·께서'가 결합하여 이루어지는데 대화체에서는 주격 조사의 생략이 빈번히 일어난다. 그런가 하면 주어 자리에 보조사가 결합하는 경우 주격 조사가 생략되기도 한다.

### 예
- 아기가 논다. (체언 '아기' + 주격 조사 '가')
- 너는 정말 예쁘다. (체언 '너' + 보조사 '는')
- 너만이 그 일을 할 수 있다. (체언 '너' + 보조사 '만' + 주격 조사 '이')
- 너 오늘 상 탔니? (체언 '너', 주격 조사 생략)
- 우리가 행복했던 때가 생각난다. (구 '우리가 행복했던 때' + 주격 조사 '가')

## 영어
영어에서 주어는 명사, 대명사, 동명사, to 부정사, that 절, 관계절, 가주어 it, 허사 또는 전치사구 등일 수 있다. 

### 가주어
영어에는 긴 주어부 대신 이를 가리키는 대명사를 먼저 주어 자리에 삽입하고 후에 원래 주어부(진주어)를 쓰는 용법이 있으며, 이때 대신 쓰는 대명사를 가주어(假主語, dummy subject or preparatory subject)라고 칭한다. 영어에서의 가주어는 항상 제삼인칭 단수 대명사인 'it'이다. 'It is difficult for me to understand it.'란 문장에서, 맨앞의 'It'이 가주어다. 다음 문장의 경우에도 가주어 it을 사용한다. 'It took two weeks for me to finish the project.'란 문장에서 me가 의미상 주어, to finish the project가 진주어, 맨앞의 'It'이 가주어다.

### 주어와 동사의 수일치 (Subject-Verb Agreement)
영어에서는 동사가 주어의 수와 인칭에 따라 변화한다.

## 같이 보기
- 보충어
- 계합사 (논리학)
- 격
- 목적어
- 사격 주어
- 문장 (언어학)
- 전통문법